# Akagyemik Lomonoszov
Az Akagyemik Lomonoszov (oroszul: Академик Ломоносов) orosz úszó atomerőmű. Saját meghajtással nem rendelkezik, a működési helyére vontatással juttatható el. Tulajdonosa és üzemeltetője a Roszatom vállalat. 2020. május 22-én helyezték üzembe a csukcsföldi Pevekben. Ez a legészakibb működő és az első úszó atomerőmű a világon.

## Története
Építése 2007-ben kezdődött a szeverodvinszki Északi Hajógyárban (Szevmas). 2008-tól az építési munkálatokat a szentpétervári Balti Hajógyár folytatta. Két darab, eredetileg tengeralattjárók és hajók hajtására kifejlesztett KLT–40SZ típusú atomreaktorát 2009-ben szerelték be. 2010-ben bocsátották vízre, az építése 2018-ban fejeződött be. A két reaktorblokk együttes névleges villamos teljesítménye 70 MW.
Az úszó erőmű 2018 áprilisában hagyta el Szentpétervárt, ahonnan az Atomflot murmanszki bázisára vontatták. 2018. július végén kezdték el az úszó erőmű reaktorait nukleáris üzemanyaggal feltölteni, majd novemberben mindkét reaktort aktiválták. 2019 márciusában értéke el először a reaktorokkal a 100%-os teljesítményt.
Az erőművel 2019. augusztus 23-án indult el a Gyikszon jégtörő az Atomflot murmanszki kikötőjéből, ahonnan az északi tengeri úton állandó telepítési helyére, Pevekbe vontatták. A mintegy 5000 km-es utat megtéve az erőmű 2019. szeptember 6-án érkezett meg. 2019. december 19-én kapcsolták az elektromos hálózatra és indult el a tesztüzeme, majd 2020. május 22-én helyezték véglegesen üzembe.